# Chitrella archeri
Chitrella archeri är en spindeldjursart som beskrevs av Malcolm och Chamberlin 1960. Chitrella archeri ingår i släktet Chitrella och familjen spinnklokrypare. Inga underarter finns listade i Catalogue of Life.